# Ramón de Rato Rodríguez
Ramón de Rato Rodríguez San Pedro (Gijón, 1907-1998) fou un jurista, empresari i financer espanyol.

## Biografia
Va ser el desè fill d'una família asturiana, nascut a la casa pairal dels Rato a Caldones. Els seus pares van ser José María de Rato i Duquesne, comte de Duquesne i Concepción Rodríguez San Pedro Alvargonzález.
Llicenciat en Lleis, acadèmic de jurisprudència i advocat, àmplia estudis en la Universitat de Múnic. En la seva joventut va recórrer Europa i va escriure diversos llibres. Va arribar a ser professor ajudant de Dret Penal en la càtedra de Quintiliano Saldaña, de qui fou deixeble avantatjat.
La Guerra Civil el sorprèn en Perú, on li ofereixen una càtedra, però decideix tornar a Espanya. Millán-Astray li atorga la seva confiança i funda juntament amb Víctor de la Serna, Ernesto Giménez Caballero, Juan Aparicio López i Dionisio Ridruejo, Ràdio Nacional d'Espanya, amb suport de l'Alemanya Nazi, la joventut de la qual havia elogiat en un llibre. Acabada la Guerra canvia la toga d'advocat per la de jutge.
Compra el 80% del Banc de Siero, al que reanomenà Banco del Norte, crea el Banc Murcià i els de Siero a Ginebra i Anvers. Compra una emissora de ràdio a Toledo, que refunda en 1947 en "Cadena Rato", un canal de ràdio que va arribar a ser la Roda de cadenes Rato.
En 1967 executa un crèdit de quatre milions vuit-centes mil pessetes a Nicolás Franco, germà de Francisco Franco. Quinze dies després se li embarga el banc i va ser empresonat per tres anys i multat amb 176 milions de pessetes per treure diners a Suïssa, que llavors estava penat. En una espectacular operació policial, els agents van detenir emmanillats a Ramón Rato i Ramón Rato Figaredo quan es trobaven en les noces de la seva filla María de los Ángeles Rato Figaredo i Emilio García Botín, nebot de Emilio Botín, en els salons de l'antic Hotel Castellana Hilton. Ramón Rato va litigar contra l'Estat recuperant les propietats embargades.
Va morir al setembre de 1998 als 91 anys.

### Família
El juliol del 1939 contreu matrimoni amb Aurora Figaredo Sela (1914-2005) i foren pares de tres fills: Ramón, Ángeles i Rodrigo.
El seu fill gran, Ramón Rato Figaredo (1940-2012) va continuar amb l'activitat empresarial associada a les emissores de ràdio, i el 2 d'abril de 1990 va vendre 63 de les 72 emissores de ràdio que posseïa a l'ONCE per cinc mil milions de pessetes (aproximadament uns 30 milions d'euros), donant lloc així a la xarxa d'emissores Onda Cero. La filla seva filla gran, Patrícia Rato, va estar casada amb el torero Espartaco entre els anys 1991 i 2010.
La seva segona filla, Ángeles, és galerista d'art.
El seu fill petit, Rodrigo de Rato y Figaredo, fou Vicepresident Primer del Govern d'Espanya, director del Fons Monetari Internacional i president de Bankia.

## Obres
- Vababundo bajo la Luna (1935)
- Una generación a la intemperie (1936) .
- Castilla engendra España (1980) Finalista del Premi Espejo de España.
- Roma busca un amo (1981)
- Diccionario Bable (1985), reedició del primer diccionari bable que va escriure el seu avi Apolinar de Rato y Hevia, en 1891.